# Stauropoctonus nigrithorax
Stauropoctonus nigrithorax là một loài tò vò trong họ Ichneumonidae.